# 矢幅車站
矢幅車站（日语：／ Yahaba eki */?）是一由東日本旅客鐵道（JR東日本）所經營的鐵路車站，位於日本岩手縣紫波郡矢巾町又兵衛新田。矢幅是JR東日本東北本線沿線的一個車站，管轄上位於JR東日本盛岡支社的範圍之內，是個由盛岡車站管理，並委由JR東日本子公司Jaster（ジャスター）所經營的業務委託車站，設有綠窗口（みどりの窓口）。矢幅車站雖然不是新幹線的停車站，但站體卻是與東北新幹線的高架路線整合在一起，其車站東口就位於新幹線的高架橋之下。目前的跨線式站體（橋上站舍）是在2008年時全新啟用的。
矢幅車站是距離岩手縣知名的律令時代城柵遺跡、德丹城遺跡最近的車站，已被日本指定為國家史蹟的該遺跡，目前是被作為矢巾町歷史民俗資料館用途。

## 車站結構
側式月台1面1線與島式月台1面2線，合計2面3線的地面車站，設有跨站式站房。

### 月台配置
| 月台 | 路線      | 方向 | 目的地           | 備註                |
| ---- | --------- | ---- | ---------------- | ------------------- |
| 1    | ■東北本線 | 上行 | 花卷、一之關方向 |                     |
| 2、3 | ■東北本線 | 下行 | 盛岡方向         | 2號月台只限部分列車 |

## 相鄰車站
東日本旅客鐵道
■東北本線
□快速「濱百合」
花卷－矢幅－盛岡
□快速「阿弖流為」（只限早上下行1班）
花卷 → 矢幅 → 仙北町
■普通
古館－矢幅－（盛岡貨運站）－岩手飯岡

## 外部連結
- （日語）矢幅車站（JR東日本） （页面存档备份，存于）